# Charlie Kosei
Charlie Kosei (チャーリー・コーセイ?, Chārī Kōsei; Kōbe, 14 ottobre 1950) è un musicista giapponese jazz.
È soprattutto famoso per aver cantato tre sigle originali della serie Le avventure di Lupin III. Ha cantato per il videogioco inglese Katamari Damacy la canzone "Que Sera Sera". Inoltre ha eseguito la traduzione giapponese della canzone "Secret Agent Man".

## Album
- BACK IN KOBE
- GUY'S HEART - Charlie's Lupin Songs
- WALK AWAY